# Bogdan Marcinkiewicz

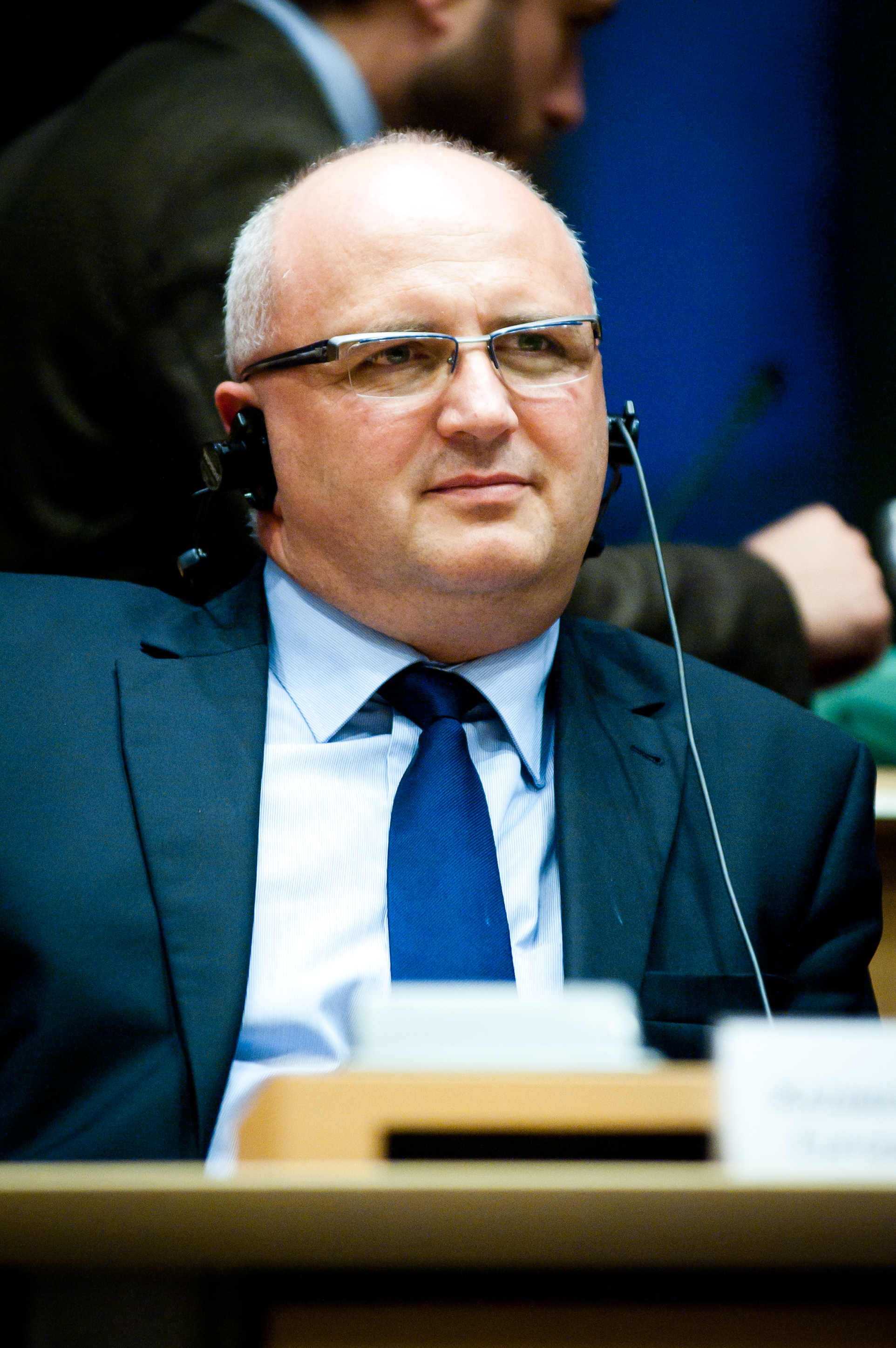
Bogdan Marcinkiewicz

Bogdan Kazimierz Marcinkiewicz (* 21. März 1966 in Wodzisław Śląski) ist ein ehemaliger polnischer Politiker der Platforma Obywatelska (PO) und war von 2009 bis 2014 Abgeordneter des Europäischen Parlaments (MdEP) in der 7. Wahlperiode.

## Leben und Wirken
Marcinkiewicz studierte Elektrotechnik an der Akademie für Berg- und Hüttenwesen in Krakau und absolvierte ein Aufbaustudium an der Schlesischen Technischen Universität in Gliwice. Beruflich verbunden ist Marcinkiewicz mit der Bergbau- und Gasindustrie; er arbeitete zunächst als Elektriker im Steinkohlenbergwerk 1. Mai in Wodzisław Śląski, wechselte später zur Polskie Górnictwo Naftowe i Gazownictwo und leitete eine Firma, die Installationsdienstleistungen für die Gasindustrie erbrachte.
Bei der Europawahl 2009 trat er im Wahlkreis Nr. 11 auf Listenplatz 9 für die Platforma Obywatelska an und konnte überraschend als unbekannter Politikneueinsteiger ein Mandat für das Europäische Parlament gewinnen. Der Wahlerfolg wurde meistens darauf zurückgeführt, dass Bogdan Kazimierz Marcinkiewicz den gleichen Namen wie der ehemalige Ministerpräsident Kazimierz Marcinkiewicz trägt. Als Mitglied der Fraktion der Europäischen Volkspartei (Christdemokraten) (EVP) saß er für diese als Mitglied im Ausschuss für Industrie, Forschung und Energie (ITRE) und in der Delegation in den Ausschüssen für parlamentarische Kooperation EU-Kasachstan, EU-Kirgistan und EU-Usbekistan sowie für die Beziehungen zu Tadschikistan, Turkmenistan und der Mongolei (DCAS).
Bei der Europawahl 2014 trat er zur Wiederwahl im gleichen Wahlkreis auf Listenplatz 7 der Platforma Obywatelska an, verpasste aber den erneuten Einzug ins EU-Parlament. Seitdem trat er bei keiner Wahl in Polen für ein öffentliches Amt mehr an.